# 創造 (曲)
「創造」（そうぞう、英語: Create）は日本のシンガーソングライター星野源の楽曲。2021年（令和3年）2月17日にSPEEDSTAR RECORDSより配信限定シングルとしてリリースされた。この他、同年6月23日に12thシングルとしてリリースされる4曲入りCD「不思議/創造」にも収録されている。

## 背景
この曲は、任天堂のゲーム『スーパーマリオブラザーズ』の35周年テーマソングとして制作され、曲を使用した本人出演のテレビCMが2020年9月4日よりオンエアされていた。星野は楽曲について「じっくりと時間をかけた楽曲制作は久しぶりです。音、そして詞に自分の〈ものづくり〉への想いをこれでもかとぶち込み、そこにマリオや任天堂へのリスペクトの気持ちを重ね合わせました。思いっ切り遊ばせてもらいました。ヤバいものが出来ました。」とコメントしている。
また、本人出演のテレビCMは山岸聖太監督が、配信に合わせて公開されたMVは奥山由之監督がそれぞれ手がけた。奥山が星野のMVを手がけるのはこれが初めてである。

## 制作
楽曲は2020年2月にオファーがあり、楽曲内には任天堂の物作りの精神、職人たちへのリスペクトを込めて、星野自身が音が好きであると話したニンテンドー ゲームキューブの起動音、『スーパーマリオブラザーズ』の地上ステージのBGMなどの音の再現や歌詞の中にも「Nintendo Direct」で任天堂の元社長である岩田聡が行っていた“直接”のポーズ、ゲームボーイの生みの親である横井軍平による“枯れた技術の水平思考”、任天堂の物づくりの根源とも言える“独創”、花札などを示唆する言葉が含まれている。
なお、本作の曲名は「独創」にしようかと考えていたが、それだと任天堂の社歌のようになってしまうため、もっと広い意味を持つ「創造」にしたということや「直接」を絶対に歌詞に入れたかったこと、ファミリーコンピュータのコントローラIIに搭載されているマイクで録音を行なった箇所があることを自身のラジオ番組やインタビューで語られている。
また、本作には、共同アレンジャーとしてmabanuaが参加している。
他にも、作曲場所は東京都港区にある超高層オフィスビル「神谷町トラストタワー」内にある東京エディション虎ノ門ホテルであるとLIGHTHOUSE(Netflix独占配信コンテンツ)で公表している。

## 音楽性
本楽曲は、前年の「うちで踊ろう」や「折り合い」のリラクシングなムードとは打って変わって、アップテンポでスリリングさを特徴としている。ロッキング・オンのライター・小川智之は、「壊れたメトロノームのような高速テンポのソウルミュージック」と説明している。他にも、『スーパーマリオブラザーズ』の8ビットサウンドも様々なところで取り入れられている。

## 評価
- 作曲家/編曲家の宮野弦士は、「クリエイティブにおいて最も重要視するべきが『愛とコンテクスト』だということを嫌と言うほど感じさせてくれる快作。」と本作を評した[22]。
- ミュージシャンの高野寛は、「今まで星野くんはサウンドのスタイルを頻繁にアップデートしてきたけれど、この曲はサウンドだけではなくメロディも曲の展開も、今までとは違う次元に到達してる。」とコメントした[23]。
- 音楽家のTOMCは、「"良い曲"だと思うより先に"ヤバい・凄い"と感じたのは星野源の曲で初めてかもしれない」とコメントし、「ザッパ〜LAビート[注 1]なども連想される異様な情報量を全く"ポップス向けに抑制"するわけでもなく積み上げているのに、総体として多くの人に"いつもの味"と思わせる"プロデュース力"」を称賛した[25]。
- ロッキング・オンの杉浦美恵は、「まさにそのポップ的実践の原点を見つめるような楽曲」だとし、「時代におもねるのではなく、先回りしてもっと楽しい時代へと導いてくれるような、そんな『創作』を提示する星野源のようなアーティストこそ、ポップ先駆者と呼ぶにふさわしい。」と述べた[26]。

## チャート成績
配信初日の2021年2月17日付のオリコンデイリーデジタルシングル（単曲）ランキングでは、25,305DLで初登場1位を獲得し、GfK Japanによるストリーミング再生回数は69.2万回再生を記録し、MVのYouTubeでの再生回数は公開から24時間で100万回再生を突破した。
2021年3月1日付のオリコン週間デジタルシングル（単曲）ランキングでは43,632DLで初登場1位を獲得し、オリコン週間合算シングルランキングでは27,226ptで初登場10位を獲得した。
2021年3月1日付のBillboard Japan Hot 100ではダウンロードが45,557DL(1位)、ストリーミングが293万8,176再生(38位)、動画再生が120万8,435再生(14位)となり、他指標でもTwitter 8位、ラジオ1位と高ランクをマークし、初登場7位を獲得した。

## クレジット
- 参加ミュージシャン
  - 星野源：Vocal, Chorus, Prophet-5, Jupiter-8, Rhodes, Vibraphone, Handclap, Stomp, Programming
  - 玉田豊夢：Drums
  - ハマ・オカモト：Electric Bass
  - 伊賀航：Contrabass
  - 櫻田泰啓：Clavinet, Piano, Jupiter-8, Nord Electro
  - 長岡亮介：Electric Guitar, Chorus
  - 河村“カースケ”智康：Surigane
  - mabanua：Jupiter-8, Rhodes, Cowbell, Handclap, Programming
- スタッフ
  - Co-Arrangement：mabanua
  - Chorus Arrangement：長岡亮介, 星野源
  - English Translation：SUNNY BOY
  - Analog Synthesizer Manipulator：本澤尚之
  - Recorded by 渡辺省二郎, 中内茂治
  - Assisted by 斎田崇, 飯村大貴
  - Mixed by 渡辺省二郎
  - Mastered by 内田孝弘 at FLAIR MASTERING WORKS, TOKYO 2021